# NGC 2876
NGC 2876 est une vaste galaxie lenticulaire située dans la constellation de l'Hydre. NGC 2876 a été découverte par l'astronome français Édouard Stephan en 1880.

## Caractéristiques
Sa vitesse par rapport au fond diffus cosmologique est de 6 444 ± 33 km/s, ce qui correspond à une distance de Hubble de 95,0 ± 6,7 Mpc (∼310 millions d'al).